# دبق
الدَّبِق أو الهَدَال جنس نباتي طفيلي من الفصيلة الصندلية. يعيش هذا النبات على أغصان كثير من الأشجار المثمرة والحراجية (مثل الحور) حيث يرسل جذوره من خلال الجروح داخل الفروع ويمتص عصارتها.

## الوصف النباتي
عشبة طفيلية دائمة الخضرة تكون بمجموعها كرة يبلغ قطرها نحو 25-60 سم. الأغصان خضراء داكنة مائلة إلى السمرة. الأوراق صفراء مشوبة بخضرة ضيقة وطويلة قوامها جلدي. الثمار كروية صغيرة بيضاء وصفراء كشمع النحل.

## من أنواعه
- الدبق الأبيض
- الدبق الصليبي